# Familia de tipografi Barth
Familia de tipografi Barth a fost proprietara unei importante tipografii, activă în Sibiu în secolul al XVIII-lea și prima jumătatea a secolului al XIX-lea. În această tipografie au fost imprimate un mare număr de cărți și calendare în limbile germană și latină[A], iar începând cu sfârșitul secolului al XVIII-lea și un mare număr de cărți în limba română.

## Johann Barth senior
Primul purtător al acestui nume din dinastia de tipografi sibieni care, prin activitatea sa, își va pune amprenta asupra întregului secol al XVIII-lea și a primei jumătăți a celui următor, a fost Johann Barth senior (cca 1670-1746)[B]. El a început să lucreze din 1693, după ce a învățat meserie pe lângă Stephan Jüngling, un alt tipograf sibian.

## Johann Barth junior
Johann Barth junior (1702-1782) are meritul de a-și fi dotat tipografia moștenită de la tatăl său cu litere chirilice, chiar dacă personal nu le-a folosit, pare-se, niciodată.

## Cartea românească în Transilvania la sfârșitul sec. al XVIII-lea
Caracteristic pentru Transilvania ultimelor decenii ale secolului al XVIII-lea este puternicul reviriment politico-social al românilor. Este perioada când strădaniile depuse în numele luminării poporului de către cărturarii timpului se întâlnesc în mod fericit cu tendințele novatoare ale Curții de la Viena. A fost perioada în care, pentru prima dată, patentele imperiale apar tipărite și în limba română, când confesiunea ortodoxă a fost recunoscută prin cele două edicte de concivilitate (1759, 1781), din 1761 existând chiar și o episcopie, când se ridică biserici și se înființează școli române unite (greco-catolice) și unele neunite (ortodoxe).
Pentru exercitarea cultului și pentru desfășurarea procesului de învățământ, era nevoie de cărți. În deceniile anterioare, ele fuseseră procurate, pe căi mai mult sau mai puțin legale, de dincolo de munți. Nevoia mereu sporită de carte era, însă, tot mai greu de satisfăcut, cu atât mai mult, cu cât tiparnița de la Râmnic își întrerupsese temporar activitatea. Nici privilegiul acordat, în 1770, tipografului vienez Joseph von Kurzböck⁠(de)[traduceți], pentru editarea cărților necesare locuitorilor neuniți din monarhie, n-a schimbat cu mult situația, întrucât Kurzböck era dezavantajat de faptul că nu cunoștea nici limba, nici specificul confesiunii celor cărora li se adresa și, în plus, aflându‑se sub directa îndrumare și severul control al autorităților, este nevoit să concretizeze toate principiile „novatoare” preconizate de acestea, consecința firească fiind o pronunțată suspiciune din partea cititorilor săi.
În această situație, acordarea privilegiului de a edita cărțile școlare și de cult necesare românilor neuniți unui transilvănean, în speță lui Petrus Barth, putea fi o soluție convenabilă atât autorităților, cât și, mai ales, românilor.

## Petrus Barth
Petrus Barth (1745-1801), fiul lui Johann Barth junior, are merite incontestabile în istoria cărții românești, întrucât, rupând cu tradiția familiei, se dedică aproape exclusiv imprimării de carte românească[C]. Primele demersuri în scopul obținerii unui privilegiu în acest sens Barth le-a făcut încă din 1781, deși abia la 16 iulie 1788 tipograful va semna contractul prin care i se conferea dreptul exclusiv ca, timp de pe șase ani, să poată edita carte românească.[D]
Petrus Barth se stinge, la numai 55 de ani, în 1801, răpus de saturnism, boala profesională specifică tipografilor. Deși a activat numai 13 ani în slujba cărții românești, el a reușit să imprime 37 de lucrări. Comparând activitatea sa cu numărul de cărți imprimate în acea perioadă în alte centre (18 la Viena, 10 la Buda, 22 la București, 7 la Râmnic, 26 la Blaj și 32 la Iași) remarcăm că tipografia Barth a fost cea mai activă dintre toate cele care, în acei ani, tipăreau românește.

## Johann-Andreas Barth
Munca lui a fost continuată de fiul său, Johann-Andreas Barth (1773- 1832). După moartea sa, survenită în 1832, și urmată, la numai câteva luni diferență, de cea a unicei sale fiice, Johanna Dorothea Friederica, tipografia va trece în proprietatea ginerelui său, Johann Georg Samuel von Closius. Odată cu schimbarea proprietarului, se schimbă și numele tipografiei, care de acum înainte va imprima sub numele de Tipografia Closius, nume pe care îl va păstra până în 1890. A colaborat și cu librarul Iosif Romanov din București, fapt care a facilitat circulația ideilor peste munții Carpați.